# San Gustavo
San Gustavo est une localité rurale argentine située dans le département de La Paz et dans la province d'Entre Ríos.

## Histoire
Le 28 janvier 1888, Eduardo Schiele a présenté les plans d'aménagement et de fondation d'une colonie et d'un village au gouvernement d'Entre Rios. Le 14 mars 1889, le plan de la colonie et du village de San Gustavo est approuvé par décret. Cette date est considérée comme la date de fondation. Le nom a été donné en l'honneur du géomètre Gustavo Schnoekens.
Le 15 août 2004, la législature provinciale a adopté la loi no 9582 approuvant le recensement effectué et l'ejido de la nouvelle municipalité. Le 4 octobre 2004, la municipalité de 2e catégorie a été créée par le décret no 4870/2004 MGJEOYSP du gouverneur d'Entre Ríos, en remplacement du conseil d'administration existant précédemment. Hermindo Pablo Müller a été nommé commissaire municipal.
À San Gustavo est né le conscrit Anacleto Bernardi de la Marine argentine, qui est mort héroïquement le 25 octobre 1927 dans le naufrage du navire Principessa Mafalda au large des côtes du Brésil